# Julian Fellowes
Julian Alexander Kitchener-Fellowes, Baron Fellowes of West Stafford Skabelon:Post-nominals (født 17. august 1949), kendt som Julian Fellowes, er en engelsk skuespiller, romanforfatter, filminstruktør, manuskriptforfatter og konservativ peer. Han har modtaget utallige priser, inklusive en Academy Award og to Emmy Awards samt fire nomineringer til BAFTA Awards, en Golden Globe Award, to Olivier Awards og en Tony Award.
Fellowes vandt Academy Award for Best Original Screenplay for det Robert Altman-instruerede mordmysterie Gosford Park (2001). Han skrev også manuskript til Vanity Fair (2004), Separate Lies (2005), The Young Victoria (2009) og The Chaperone (2018). Han blev kendt som skaber, manuskriptforfatter og executive producer på den prisvindende ITV-serie Downton Abbey (2010–2015) og HBO-serien The Gilded Age (2022–nu). Han skrev bøgerne til Broadway-musicalerne Mary Poppins (2006) og School of Rock (2015).

## Filmografi

### Film
| Titel | År                                       | Rolle                          | Noter                                                           | Ref.  |
| ----- | ---------------------------------------- | ------------------------------ | --------------------------------------------------------------- | ----- |
| 2001  | Gosford Park                             | Manuskriptforfatter            |                                                                 |       |
| 2004  | Vanity Fair                              | Manuskriptforfatter            | Baseret på romanen af samme navn af William Makepeace Thackeray |       |
| 2004  | Piccadilly Jim                           | Manuskriptforfatter            | Based on the novel by P. G. Wodehouse                           |       |
| 2005  | Separate Lies                            | Director / Manuskriptforfatter | Based on the novel by Nigel Balchin                             |       |
| 2009  | The Young Victoria                       | Manuskriptforfatter            |                                                                 |       |
| 2009  | From Time to Time                        | Director / Manuskriptforfatter | Based on the novel by Lucy M. Boston                            |       |
| 2010  | The Tourist                              | Manuskriptforfatter            |                                                                 | [ 1 ] |
| 2013  | Romeo & Juliet                           | Manuskriptforfatter            | Bearbejdning af skuespillet af William Shakespeare              |       |
| 2017  | Crooked House                            | Manuskriptforfatter            | Bearbejdning af romanen af samme navn af Agatha Christie        |       |
| 2018  | The Chaperone                            | Manuskriptforfatter            |                                                                 |       |
| 2019  | Downton Abbey                            | Manuskriptforfatter            | Efterfølger til serien fra 2010–2015                            |       |
| 2022  | Downton Abbey: A New Era                 | Manuskriptforfatter            | Efterfølger til filmen fra 2019                                 |       |
| 2025  | Untitled Downton Abbey: A New Era sequel | Manuskriptforfatter            | Efterfølger til filmen fra 2022                                 |       |

### tv
| Titel        | År                           | Rolle                                             | Noter                                           | Ref. |
| ------------ | ---------------------------- | ------------------------------------------------- | ----------------------------------------------- | ---- |
| 2004         | Julian Fellowes Investigates | Skaber og manuskriptforfatter                     | BBC One series; også skuespiller                |      |
| 2010–2015    | Downton Abbey                | skaber, executive producer og manuskriptforfatter | ITV / PBS; (series 1–6)                         |      |
| 2012         | Titanic                      | Manuskriptforfatter                               | ITV1 Four-part Miniseries                       |      |
| 2016         | Doctor Thorne                | Forfatter                                         | ITV series; Based on the Anthony Trollope novel |      |
| 2020         | Belgravia                    | Skaber og manuskriptforfatter                     | ITV series                                      |      |
| 2020         | The English Game             | Skaber og manuskriptforfatter                     | Netflix serie                                   |      |
| 2022–present | The Gilded Age               | Skaber og manuskriptforfatter                     | HBO series                                      |      |
| 2024         | How It Really Happened       | Sig selv                                          | 2 episoder                                      |      |

### Theatre
| Titel | År                      | Rolle   | Noter                                                     | Ref. |
| ----- | ----------------------- | ------- | --------------------------------------------------------- | ---- |
| 2004  | Mary Poppins            | Book by | Adapted from the novels by P. L. Travers                  |      |
| 2015  | School of Rock          | Book by | Adapted from the 2003 film of the same name               |      |
| 2016  | Half a Sixpence         | Book by | Based on H. G. Wells' novel Kipps                         |      |
| 2016  | The Wind in the Willows | Book by | Adapted from the romanen af samme navn af Kenneth Grahame |      |